# Basilica di Sant'Eufemia (Grado)
La basilica patriarcale di Sant'Eufemia è il Duomo di Grado, in provincia ed arcidiocesi di Gorizia, basilica e antica chiesa cattedrale del soppresso patriarcato di Grado.
Risalente al VI secolo, sorge sulla piazza dell'antica città patriarcale, affiancata dal battistero e dal campanile a cuspide del secolo XV.

## Storia
Sul luogo sorgeva una precedente basilica del V secolo, forse voluta dal metropolita di Aquileia Niceta (454-485) al tempo dell'invasione di Attila.
L'edificio, a pianta basilicale, venne ordinato da Elia, arcivescovo di Aquileia, anch'egli in fuga da un'invasione: quella dei Longobardi.
Quasi al contempo, Elia, in contrasto con papa Pelagio II a seguito della condanna dei Tre Capitoli, scelse la strada dell'autocefalia, proclamandosi patriarca, e, per riaffermare la propria fedeltà al concilio di Calcedonia, decise di dedicare la nuova chiesa a sant'Eufemia di Calcedonia, patrona di quel concilio, consacrandola forse il 3 novembre 579. Contemporaneamente anche Agrippino, vescovo di Como e tenace assertore dello scisma, diffondeva in terra lariana il culto di sant'Eufemia di Calcedonia erigendo sull'Isola Comacina una Basilica dedicata a questa santa.

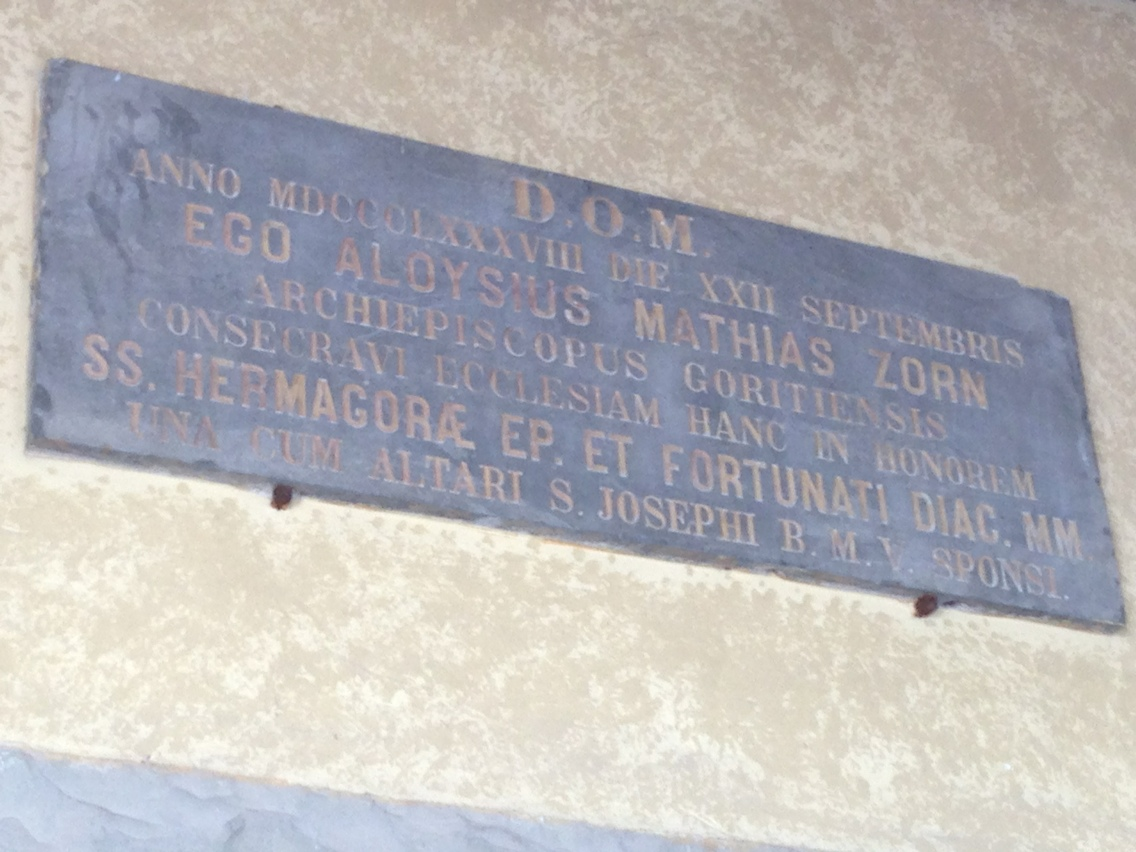
Targa di dedicazione della chiesa ai Ss. Ermacora e Fortunato presso l'ingresso della sacrestia.

Seguendo le complicate traversie della sua diocesi, tra il VI e l'inizio del VII secolo, la basilica fu sede del ramo filo-romano e filo-bizantino in cui si scisse il patriarcato, fino alla definitiva separazione tra le due chiese e la costituzione, negli anni 717 e 739, del Patriarcato di Grado (dal 606-7 Grado era una sorta di “doppio” di Aquileia).
Sottoposta al sempre più stretto controllo dei duchi di Venezia, delle cui terre era chiesa madre, più volte coinvolta negli scontri militari per la mai sopita rivalità coi vicini patriarchi di Aquileia, la basilica di Sant'Eufemia prese a decadere a partire dal 1105, quando il nuovo patriarca, Giovanni Gradenigo, scelse di risiedere nella capitale, Venezia, presso la chiesa di San Silvestro. La basilica mantenne tuttavia la titolarità della cattedra patriarcale anche dopo il riconoscimento pontificio, nel 1177, della residenza veneziana dei patriarchi.
Nel 1451, però, con la soppressione del titolo gradense e l'istituzione del nuovo patriarcato di Venezia, la basilica venne incorporata nella nuova diocesi, perdendo il titolo di cattedrale, trasferito alla basilica di San Pietro di Castello, a Venezia.
Nel 1455 venne eretto l'attuale campanile, sormontato da una statua segnavento in rame sbalzato del 1462, raffigurante l'arcangelo Michele (anche se in realtà, secondo l'iconografia cristiana, la statua segnavento raffigura l'arcangelo Gabriele, in quanto regge in mano un giglio, simbolo dell'Annunciazione).
Dal 1818 appartiene all'arcidiocesi di Gorizia, di cui è parrocchia. Il 22 settembre 1888 l'arcivescovo di Gorizia Luigi Mattia Zorn consacra la basilica e l'altare ai santi Ermagora e Fortunato.

## Descrizione

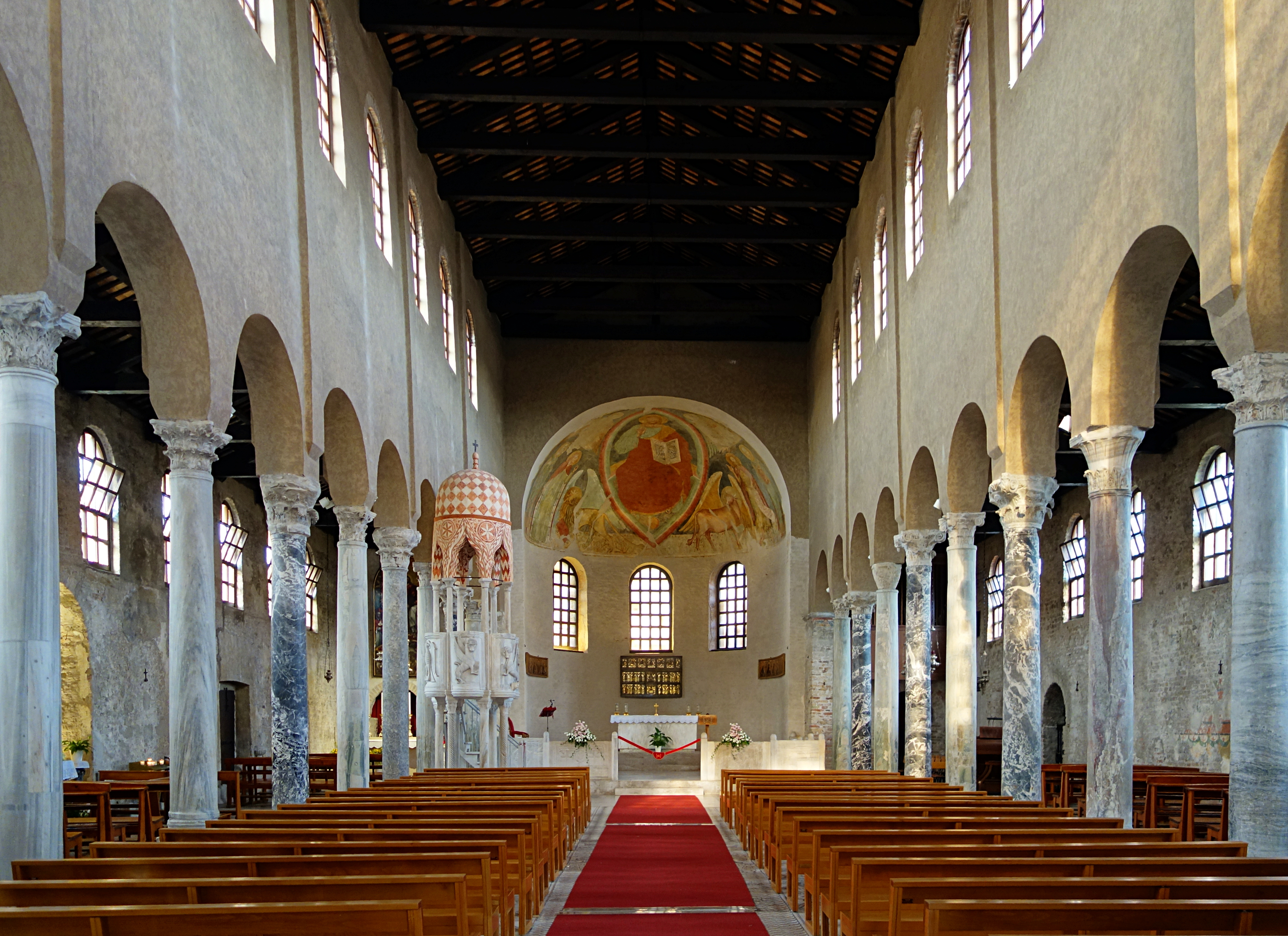
Interno della basilica.

L'esterno, in stile paleocristiano, si presenta in mattoni e arenaria a vista e presenta rimaneggiamenti risalenti ai secoli XVII e XIX, in parte rimossi coi restauri eseguiti a metà novecento.

La facciata, rivolta sulla Piazza del Patriarcato, è ripartita a salienti e lesene e aperta da tre ampi finestroni, al disotto dei quali si intravedono le tracce dell'antico nartece, oggi scomparso. A essa è addossato sul lato destro il campanile, a cuspide, d'aspetto veneziano.
L'interno, ampio e luminoso, è diviso in tre navate, delimitate da colonne in marmi policromi, in parte di epoca romana, così come i capitelli, sorreggenti gli archi. Sulla parte alta e lungo le pareti perimetrali, si aprono numerosi e ampi finestroni, che illuminano l'ambiente e il sovrastante tetto a capriate.
Notevole è la decorazione musiva interna, in particolare per quanto riguarda il grande mosaico pavimentale, risalente alla fine del VI secolo. Sul lato sinistro della navata centrale si erge poi un alto ambone esagonale, di architettura moresca,  con decorazioni scultoree del XIII secolo.

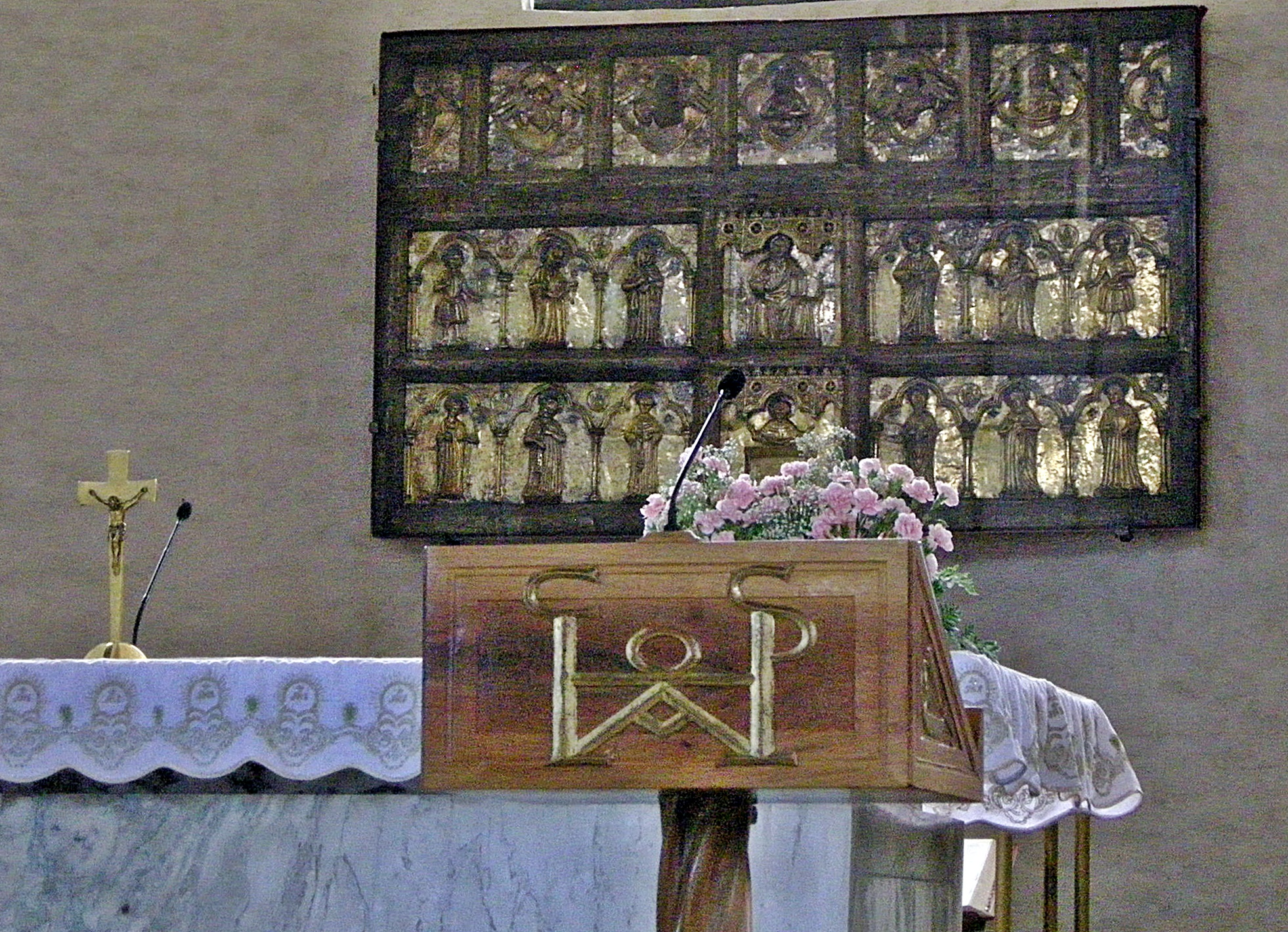
La pala d'oro

Nel presbiterio, decorato in alto da affreschi quattrocenteschi, trova posto la pala d'oro in argento sbalzato e cesellato, donato alla basilica nel 1372 dal nobile veneziano Donato Mazzalorsa. Ripartito in tre registri, entro cornici polilobate, raffigura: in quello superiore l'Annunciazione, il Cristo e i simboli degli Evangelisti, in quello inferiore una serie di archetti con figure di Santi e, nel registro centrale, Cristo in trono e San Marco che celebra messa.

La basilica ospita la statua della Madonna degli Angeli che, in occasione della festa del Perdon di Barbana (prima domenica di luglio), viene portata in processione in laguna fino al santuario di Barbana.
In fondo alla navata di destra, interamente racchiuso entro cassa espressiva, si trova l'organo a canne Mascioni opus 684, costruito nel 1953 e sostanzialmente ampliato nel 2000-2002. A trasmissione elettronica, dispone di 20 registri (per un totale di 1124 canne) disposti su due manuali e pedale. In precedenza, in controfacciata, si trovava l'organo Callido opus 209, del 1784, riformato da Pietro Zanin nel 1892; rimosso nel maggio 1939, il suo materiale fonico venne inglobato in un nuovo strumento realizzato dalla ditta Zanin per la chiesa di Santo Stefano a Blessano, frazione di Basiliano.

## Battistero

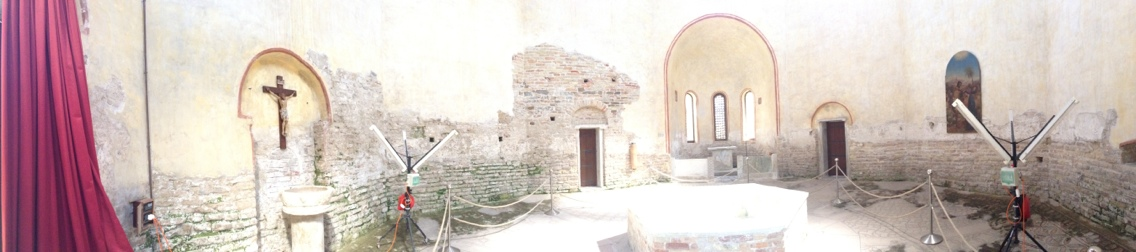
Foto panoramica del battistero.

Connesso al complesso basilicale, alla sua sinistra, vi è il battistero ottagonale, preceduto da un sagrato dove sono collocati antichi sarcofagi romani ritrovati in Grado.
Il battistero risale alla seconda metà del V secolo, anche se è stato rimaneggiato più volte nel corso dei secoli; l'ultima volta nel 1928 si è cercato di riportarlo all'aspetto originario, asportando il pavimento di origine barocca e ribassando il livello di circa 2,20 m.
In tale modo è stato riscoperto il pavimento musivo del VI secolo assieme al piccolo altare, ora posto nell'abside aperta in fondo all'ingresso, e il fonte battesimale, a pianta esagonale e ricoperto di marmo cipollino verde. I finestroni originari sono stati riaperti ed è stato ripristinato l'antico piano stradale posto davanti al battistero.

## Campanile
Il campanile ospita un concerto di 3 campane più un sonello:
1. Re3  fusa da G.B. De Poli di Udine nel 1860
2. Mi3  fusa da Francesco Broili di Gorizia nel 1896
3. Fa#3 fusa da G.B. De Poli di Udine nel 1860
4. IV.(sonello) La4 fuso da Francesco Broili di Gorizia nel 1865

Per problemi di stabilità del campanile le campane non suonano e vengono sostituite da altoparlanti.